# Ghiacciaio Schlatter
Il ghiacciaio Schlatter è un ghiacciaio lungo circa 2 km situato nella regione centro-occidentale della Dipendenza di Ross, in Antartide. Il ghiacciaio, il cui punto più alto si trova a circa 1700 m s.l.m., si trova in particolare nella zona occidentale della dorsale Asgard, poco a ovest del ghiacciaio Nylen, dove fluisce verso sud, parallelamente a quest'ultimo, partendo da un nevaio sito a sud del picco Veli e scorrendo giù per il versante settentrionale della valle di Pearse. Pur non arrivando direttamente sul fondo di quest'ultima, con il suo scioglimento stagionale il ghiacciaio alimenta il lago House, un lago glaciale lì presente.

## Storia
Il ghiacciaio Schlatter è stato mappato dalla squadra occidentale della spedizione Terra Nova, condotta dal 1910 al 1913 e comandata dal capitano Robert Falcon Scott, ma così battezzato solo in seguito dal Comitato consultivo dei nomi antartici in onore di Roberto P. Schlatter, un biologo cileno che ha lavorato per il progetto del Programma Antartico degli Stati Uniti d'America relativo allo studio dei pigoscelidi di Adelia e delle skue antartiche, risiedendo presso capo Crozier nelle stagioni 1969-70 e 1970-71.